# Фёдоров, Леонид Каллистратович
Прошу Вашего ходатайства перед ЦК КП/б/У об оставлении тов. Федорова Леонида Калистратовича в нашем соединении как смелого товарища, способного воевать и руководить людьми. Прошу отметить тов. Федоров(ича?) и представить к награде. За небольшой период времени он много помог мне, особенно по вопросу дисциплины.
Фёдоров Леонид Каллистратович (30 июля 1907, Екатеринослав — 1981, Днепропетровск) — советский хозяйственный и партийный деятель. Председатель Криворожского городского совета (1939—1941, 1944—1946) и Днепропетровского областного комитета партийного контроля.

## Биография
Родился 30 июля 1907 года в городе Екатеринослав, Екатеринославская губерния, Российская империя.
Получил высшее образование. Участвовал в восстановлении Криворожского железорудного бассейна после Гражданской войны. На военной службе в Вооружённых силах СССР с марта 1932 года, позже уволен в запас.
В 1939—1941 годах — председатель Криворожского городского совета и городского исполнительного комитета. Руководил застройкой Кривого Рога, развитием городской горной и металлургической промышленности.
В августе 1941 года — руководитель эвакуации жителей, предприятий и ресурсов города в восточные районы СССР. Работал в Нижнем Тагиле. Призван из запаса, воинское звание — капитан. В 1942—1943 годах — в партизанском соединении Александра Сабурова, комиссар партизанского отряда Яна Налепки с 21 апреля 1943 года, убыл из отряда имени Жукова 1 марта 1944 года. Уволен из военного совета 37-й армии Южного фронта в запас Вооружённых сил СССР в июне 1944 года.
В 1944—1946 годах — снова председатель Криворожского горсовета и горисполкома. Руководил послевоенным восстановлением Кривого Рога, оставил заметный след в истории города.
Возглавлял Днепропетровский областной комитет партийного контроля.
Умер в 1981 году в городе Днепропетровск.

## Награды
- Орден Красного Знамени (14 января 1944)[4];
- Орден Отечественной войны 1-й степени;
- Орден Отечественной войны 2-й степени (6 апреля 1985)[2];
- Медаль «Партизану Отечественной войны» 1-й степени[2];
- Медаль «За победу над Германией в Великой Отечественной войне 1941—1945 гг.»[2].